# Turgutlu Yeni Stadi
El Nuevo Estadio Turgutlu (Turgutlu Yeni Stadi), todavía sin denominación oficial, es un estadio de fútbol en fase de construcción de la ciudad de Turgutlu (Turquía) que a la finalización de sus obras pasará a ser el nuevo campo del Turgutluspor, sustituyendo así al actual estadio de 4 Eyul.